# Gérard Zingg
Pour les articles homonymes, voir Zingg.
Gérard Zingg est un scénariste, réalisateur et peintre français, né le 7 juin 1942 à Montfermeil (Seine-et-Oise) et mort le 27 juillet 2021 à Gramat (Lot).

## Biographie
Gérard Zingg fait ses études de cinéma à l'IDHEC. En 1977, il réalise  La nuit, tous les chats sont gris avec Gérard Depardieu. Il projette ensuite de réaliser le film L'Autobus de la haine, d'après un scénario du dessinateur de bande-dessinée Fred, mais le projet n'aboutit pas.
En 1988, il réalise le film Ada dans la jungle, production franco-ivoirienne inspiré de la bande dessinée du même nom de Francesco Tullio-Altan.
Depuis une vingtaine d'années, il se consacre à la peinture et expose en France (La Hune, galerie Béatrice Soulié…) et à l'étranger.

« J’aime partir d’une surface déjà imagée, naviguer sur des flots d’images, usées, essoufflées d’avoir trop séduit : des cartes postales, des carreaux de faïences, des couvercles de boîtes précieuses qui ont conservé des trésors de couture, de pharmacie, et autres quincailleries. Je me fraye un passage à travers ces reliques sans carte de route, sans boussole. Mes histoires naissent dans ces écarts et nous mènent dans des fables où les humains s'animalisent et où les animaux s'humanisent dans un Eden primitif où le sexe est innocent et cruel. »

Il a aussi publié plusieurs livres de poèmes.

## Filmographie

### Réalisateur
- 1977 : La nuit, tous les chats sont gris
- 1988 : Ada dans la jungle
- 2014 :  Yéti, film mêlant images réelles et d'animations avec la voix de Michael Lonsdale

### Scénariste
- 1973 : Tendres Chasseurs de Ruy Guerra
- 1977 : La nuit, tous les chats sont gris
- 1978 : Alfred et Marie avec Georges Perec (projet non tourné)
- 1981 : L'Année prochaine si tout va bien de Jean-Loup Hubert
- 1988 : Ada dans la jungle
- 2008 : Lucifer et moi de Jacques Grand-Jouan

### Acteur
- 2014 : Bébé tigre de Cyprien Vial : Gérard

### Assistant réalisateur
- 1973 : Les Valseuses de Bertrand Blier
- 1974 : Pas si méchant que ça de Claude Goretta

## Publications
- Loup où es-tu, éditions Bernard Dumerchez, 1999
- Poèmes pour la conquête d'un vertige, avec Élie Delamare-Deboutteville, éditions Bernard Dumerchez, 2004

## Expositions
- 2013-2014 : « Extravaganza »[3], galerie Phantom Projects Contemporary[4], Marigny-le-Châtel
- 2013 :
  - La Niche, boutique-galerie, Paris
  - « Small is beautiful 3 »[5], Le Cabinet d'amateur, Paris